# ليني مانشيني
ليني مانشيني (بالإنجليزية: Lenny Mancini)‏ (12 يوليو 1919 - 29 نوفمبر 2003) هو ملاكم أمريكي، صنّف ضمن فئة الوزن المتوسط ووزن الويلتر ووزن الخفيف.

## روابط خارجية
- ليني مانشيني على موقع بوكس ريك (الإنجليزية) (registration required)